# Sinularia mollis
Sinularia mollis är en korallart som beskrevs av Kolonko 1926. Sinularia mollis ingår i släktet Sinularia och familjen läderkoraller. Inga underarter finns listade i Catalogue of Life.